# Gloster Gladiator

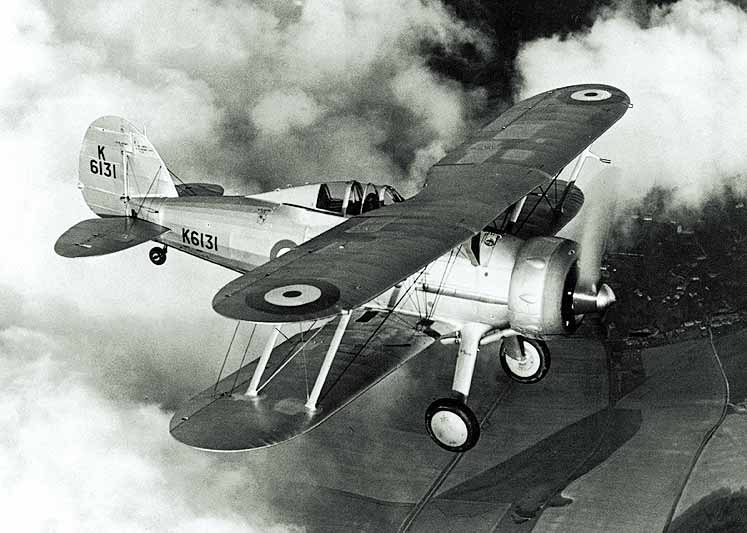
Gloster Gladiator, imagine RAF din perioada premergătoare războiului

Avionul de vânătoare britanic Gloster Gladiator (sau Gloster SS.37) a fost un avion de vânătoare biplan folosit de către Royal Air Force, Royal Navy  și exportat în alte țări în anii 1930. A fost ultimul avion de vânătoare biplan al RAF și a devenit perimat odată cu apariția avioanelor de vânătoare monoplan. La începutul războiului întâlnind inamici formidabili s-a comportat bine în luptă. 